# Eduard von Keller
Ernst Eduard Karl Kasimir Graf von Keller (* 7. Juli 1796 in Stedten an der Gera; † 17. August 1877 in Mayen) war ein deutscher Verwaltungsbeamter.

## Leben

### Herkunft
Eduard von Keller wurde als viertes von elf Kindern und dritter Sohn des preußischen Kammerherrn, Wirklichen Geheimrats und Staatsministers, Graf Christoph von Keller, und dessen Ehefrau Amalie Gräfin zu Sayn-Wittgenstein-Berleburg-Ludwigsburg (1771–1853) auf dem Familiensitz Schloss Stedten bei Erfurt geboren. Sein Großvater war der sachsen-gothaische Minister Christoph Dietrich von Keller. 
Der russische Generalfeldmarschall Ludwig Adolf Peter zu Sayn-Wittgenstein war sein Onkel. Einer seiner Brüder war das Mitglied der Frankfurter Nationalversammlung Gustav von Keller.

### Werdegang
Von Keller studierte an der Georg-August-Universität Göttingen und der Universität Jena. 1814 wurde er Mitglied des Corps Vandalia Göttingen. In Jena schloss er sich 1816 der Urburschenschaft, blieb aber zeitlebens Alter Herr des Corps Vandalia Göttingen. 1818 war er Sprecher der Burschenschaft und zusammen mit Heinrich von Gagern Mitglied des Vorstandes und des engeren Vereins. Auf dem ersten Burschentag im April 1818 war er Abgeordneter von Jena und im Mai 1818 maßgeblich an der Gründung der Leipziger Burschenschaft beteiligt.
Nach Abschluss des Studiums trat er in den preußischen Staatsdienst ein. Von 1852 bis 1857 war er Landrat des Landkreises Mayen.